# Брамберг-ам-Вильдкогель
Брамберг-ам-Вильдкогель (нем. Bramberg am Wildkogel) — коммуна (нем. Gemeinde) в Австрии, в федеральной земле Зальцбург. 
Входит в состав округа Целль-ам-Зе.  Население составляет 3922 человека (на 31 декабря 2005 года). Занимает площадь 117,19 км². Официальный код  —  50601.

## Политическая ситуация
Бургомистр коммуны — Вальтер Фрайбергер (СДПА) по результатам выборов 2004 года.
Совет представителей коммуны (нем. Gemeinderat) состоит из 21 места.
- СДПА занимает 11 мест.
- АНП занимает 9 мест.
- местный список: 1 место.